# John Samuel Peters

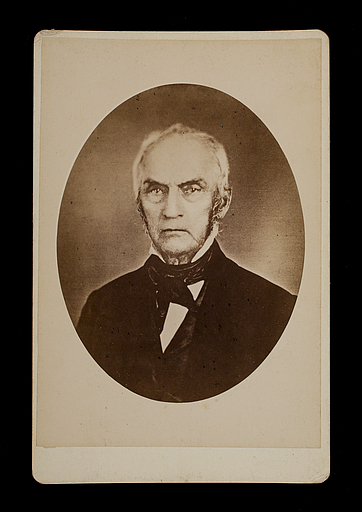
John S. Peters

John Samuel Peters (* 21. September 1772 in Hebron, Colony of Connecticut; † 30. März 1858 ebenda) war ein US-amerikanischer Politiker und der neunte Gouverneur des Bundesstaates Connecticut. Er war Mitglied der National Republican Party.

## Frühe Jahre und politischer Aufstieg
John Samuel Peters wurde in Hebron geboren, wo er auch die öffentlichen Schulen besuchte. Er begann 1792 mit seinem Medizinstudium, das er nach vier Jahren abschloss. Anschließend trat er einer Praxis in Hebron bei. 1807 war er als Chirurg in der staatlichen Miliz tätig.
Einige Jahre später entschloss er sich in die Politik zu gehen. Er kandidierte 1810 für einen Posten im Repräsentantenhaus von Connecticut und siegte. Er wurde zwei weitere Male wiedergewählt, einmal 1816 und einmal 1817. Zu jener Zeit war er als Clerk tätig. Peters war noch einmal zwischen 1824 und 1826 im Abgeordnetenhaus tätig. Ferner gehörte er dem Senat von Connecticut zwischen 1818 und 1823 an. Er war auch 1818 Mitglied des staatlichen Verfassungskonvents von Connecticut. 1827 wählte man ihn zum Vizegouverneur von Connecticut.

## Gouverneur von Connecticut
Als Gouverneur Gideon Tomlinson von seinem Amt zurücktrat, übernahm Peters im März 1831 dessen Amtsgeschäfte als Gouverneur. Er wurde im selben Monat nominiert und zum Gouverneur gewählt. 1832 kandidierte Peters für eine zweite Amtszeit und wurde wiedergewählt. Während seiner Amtszeit wurden die ersten staatlichen Eisenbahnlinien genehmigt und private Wirtschaftsbetriebe gefördert. Peters’ Administration verfocht auch inländische und pädagogische Verbesserungen, scheiterte aber bei der Sicherstellung der zugehörigen Finanzierung. Er unterlag 1833 bei seinem Wiederwahlversuch und verließ anschließend sein Amt. Daraufhin zog er sich aus dem öffentlichen Leben zurück.

## Weiterer Lebenslauf
Peters wurde später Präsident der State Medical Society sowie Vizepräsident der Connecticut Historical Society. Gouverneur John S. Peters verstarb am 30. März 1858 und wurde auf dem St. Peter’s Episcopal Cemetery in Hebron beigesetzt.